# ProcessMaker
ProcessMaker est un moteur de workflow. Il permet la gestion de flux d'informations, d'opérations ainsi que la coordination entre biens et personnes. Il est écrit en PHP.
En plus de la gestion de workflow, ProcessMaker propose un atelier graphique de génération de workflow.

## Technologies
Utilisant pour le stockage de ses données rémanentes le système de gestion de base de données MySQL, appuyé sur un serveur Web, par défaut Apache, ProcessMaker est l'archétype d'une pile AMP (LAMP / WAMP).
Son installation sur une distribution Linux de type Mandriva ou Red Hat (RHEL, CentOS ou Fedora) peut être facilité par l'utilisation du paquetage RPM. Il est autrement distribué sous la forme d'une archive tarball.

## Gestion des utilisateurs
ProcessMaker dispose d'un système de gestion des utilisateurs, des groupes d'utilisateurs et des rôles d'utilisateurs. Chaque utilisateur a un rôle et peut faire partie d'un ou plusieurs groupes. À un rôle correspond un ensemble de prérogatives dans le système.

## Flux de travail
ProcessMaker permet d'éditer des processus. Un processus est un ensemble de tâches. Chaque tâche est composée d'étapes entre lesquelles peuvent être déclenchées des actions. Les modalités d'enchainement d'une tâche à une autre peuvent aussi être de natures diverses: direct, conditionnels, enchaînement parallèle d'une tâche vers plusieurs...
Chaque tâche est affectée à un utilisateur selon des règles souples d'assignation. Lorsqu'il a terminé, alors le flux de travail évolue et la ou les tâches suivantes commencent pour un autre utilisateur.

## Étapes d'une tâche
- Saisie d'un formulaire : ProcessMaker dispose d'un éditeur de formulaire complet.
- Génération d'un document PDF, insertion d'information du flux de travail.
- Génération et envoi d'email contenant les variables du flux.